# Reserva particular do patrimônio natural
Reserva Particular do Patrimônio Natural (RPPN) é uma unidade de conservação de uso sustentável brasileira, prevista no Sistema Nacional de Unidades de Conservação da Natureza (SNUC). Caracterizada por ser uma área privada gravada com perpetuidade na matrícula do imóvel, normalmente criada por proprietários rurais, especialistas e ambientalistas, a RPPN deve prezar pela conservação biológica e pode ser utilizada para fins de pesquisa científica ou visitação turística, educacional e recreativa. Atualmente é o tipo de unidade de conservação mais abundante no Brasil, sendo que, em setembro de 2020, das 2487 unidades de conservação registradas no Cadastro Nacional de Unidades de Conservação, 1024 unidades são RPPN.

## História

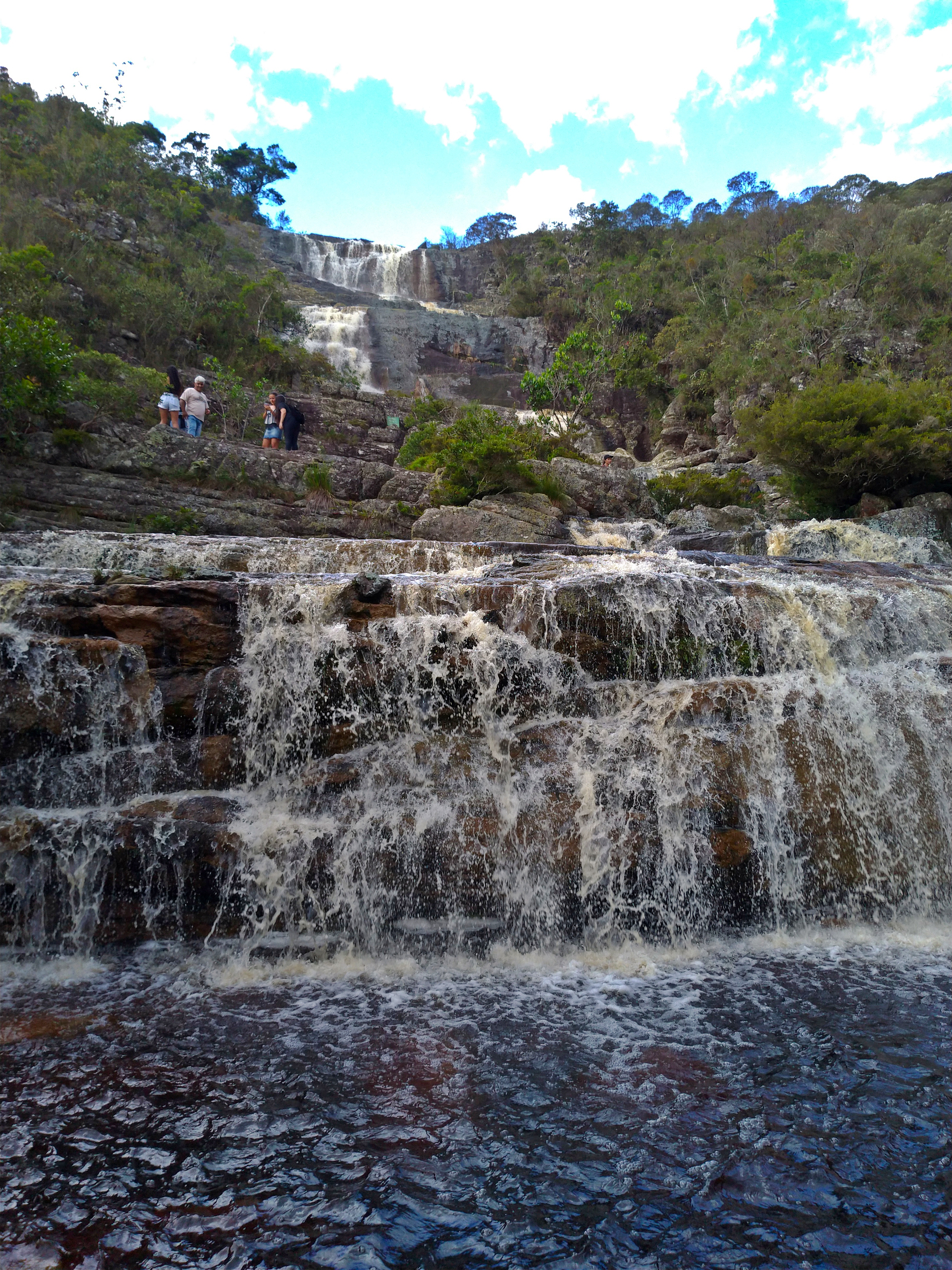
RPPN Santuário do Caraça, Minas Gerais

A Reserva Particular do Patrimônio Natural foi criada em 1990 pelo Decreto nº 98.914, que foi substituído em 1996 pelo Decreto nº 1.922, no ano 2000 foi estabelecido o Sistema Nacional de Unidades de Conservação da Natureza e a RPPN foi enquadrada dentro do sistema como unidade de conservação de uso sustentável através da Lei 9.985, de 18 de julho de 2000, onde consta que "a Reserva Particular do Patrimônio Natural é uma área privada, gravada com perpetuidade, com o objetivo de conservar a diversidade biológica". Após a Lei 9.985 foi publicado o Decreto 5.746 de 2006, para adequação dos processos de criação, manejo e gestão das RPPN.